# 斯托克頓 (印地安納州)
斯托克頓（英語：Stockton）是位於美國印地安納州歐文縣的一個非建制地區。該地的面積和人口皆未知。

## 地理
斯托克頓所處的海拔為高於海平面172米（即564英呎），而該地所採用的時區為UTC-5，即北美東部時區（EST）。同時該地設有夏令時間，為UTC-5調快一小時，即UTC-4（EDT）。